# Bianor fimbriatus
Bianor fimbriatus är en spindelart som beskrevs av Cândido Firmino de Mello-Leitão 1917. 
Bianor fimbriatus ingår i släktet Bianor och familjen hoppspindlar. Inga underarter finns listade.